# Leucargyra
Leucargyra là một chi bướm đêm thuộc họ Crambidae.

## Các loài
- Leucargyra puralis Hampson, 1896
- Leucargyra xanthoceps Hampson, 1919